# Boronia laxa
Boronia laxa är en vinruteväxtart som beskrevs av M. F Duretto. Boronia laxa ingår i släktet Boronia och familjen vinruteväxter. Inga underarter finns listade i Catalogue of Life.